# زمستانه‌سازی
زمستانه‌سازی (انگلیسی: Winterization) فرایند آماده کردن چیزی برای زمستان است.

## کمک‌های بشردوستانه
در موقعیت‌های واکنش اضطراری یا بلایا، مانند کمیساریای عالی سازمان ملل متحد برای پناهندگان، فعالیت‌های زمستانی شامل توزیع اقلامی از جمله پتو، لحاف، نفت سفید، اجاق‌های گرمایشی، قوطی‌های جری، و عایق برای گرمتر کردن چادرها و مقاومت بیشتر در برابر شرایط سخت زمستانی و همچنین تشک‌های کف گرمایی است.